# إيرين سيمون
إيرين سيمون (بالإنجليزية: Erin Simon)‏ (19 أغسطس 1994 بلونغ برانش في الولايات المتحدة - ) هي لاعبة كرة قدم أمريكية في مركز الدفاع.

## وصلات خارجية
- إيرين سيمون على موقع قاعدة بيانات كرة القدم.إي يو (الإنجليزية)
- إيرين سيمون على موقع Soccerway.com (الإنجليزية)